# Eisenverluste
Als Eisenverluste bezeichnet man den Energieverbrauch, der durch den Aufbau und die fortlaufenden Veränderungen des Magnetfeldes in den ferromagnetischen Bauteilen bzw. Eisenkernen von elektrischen Maschinen auftritt, ohne den diese nicht funktionieren würden. Die Eisenverluste sind stark von der Qualität und der Masse bzw. Menge der verwendeten ferromagnetischen Komponenten abhängig. Die Größe individueller Eisenverluste wird in Leerlaufversuchen ermittelt. Die aufgenommene Verlustenergie wird letztlich in Form von Wärme abgeleitet. Eisenverluste treten in allen Eisenteilen, wie z. B. Eisenkernen von Transformatoren oder Statoren und Rotoren von Drehfeldmaschinen, die von Wechselflüssen durchsetzt sind, auf. Der Begriff Eisenverluste ist historisch begründet und wird auch dann verwendet wenn für den Kern andere Materialien als Eisen verwendet werden.

## Grundlagen
Legt man eine Wechselspannung an eine Spule mit Eisenkern an, dann entstehen Verluste, die man zusammenfassend Ummagnetisierungsverluste nennt. Sie treten jedoch nur auf, wenn der Eisenkern von einem Wechselfluss durchsetzt wird. Die Ummagnetisierungsverluste setzen sich zusammen aus den Wirbelstromverlusten, den Hystereseverlusten, Verlusten, die in verschiedenen Veröffentlichungen als Exzessverluste, oder synonym als Zusatzverluste bezeichnet werden, sowie einem weiteren Effekt, der als Nachwirkungsverlust bezeichnet wird. Die einzelnen Verlustkomponenten haben jeweils unterschiedliche Ursachen. Sie sind auf verschiedene makroskopische und mikroskopische Prozesse zurückzuführen. Wirbelstromverluste entstehen im Spulenkern durch Induktionsströme, wenn der Kern aus einem elektrisch leitfähigen Material besteht. Hystereseverluste entstehen durch die Arbeit, die aufgebracht werden muss, um den Spulenkern im Rhythmus der Frequenz umzumagnetisieren.

## Die unterschiedlichen Verluste

### Hystereseverluste
Die Hystereseverluste werden durch den Barkhausen-Effekt hervorgerufen. Es sind die Verluste, die durch die Arbeit nötig sind, die Weiss-Bezirke zu verschieben. Pro Umwandlungszyklus wird die dabei umgesetzte Energie in Wärme umgewandelt. Diese Verlustkomponente ist proportional der Fläche der von der durchlaufenen Hystereseschleife im B-H-Diagramm, gekennzeichnet durch maximale und minimale Induktion {\displaystyle B}. Sie ist streng proportional zur Ummagnetisierungsfrequenz {\displaystyle f} und – in Abwesenheit eines Gleichanteils – näherungsweise proportional zum Produkt des Achsabschnittes der Feldstärke, der Koerzitivfeldstärke {\displaystyle H_{C}} und der Amplitude der Induktion {\displaystyle B_{\mathrm {max} }}:
{\displaystyle p_{\mathrm {hyst} }\approx k_{H}{\frac {4H_{C}}{\rho }}B_{\mathrm {max} }f}
Hierin ist
{\displaystyle k_{H}} ein Formfaktor nahe 1
{\displaystyle \rho } die Dichte des Werkstoffs
In einer weiteren Näherung aus der Annahme, dass {\displaystyle H_{C}} proportional zu {\displaystyle B_{\mathrm {max} }} ist, sind die Hystereseverluste annähernd proportional zum Quadrat der Induktion {\displaystyle B_{\mathrm {max} }}.
Die Verschlechterung der Gefügestruktur durch das Stanzen kann durch die Multiplikation der Hystereseverluste mit einem Faktor {\displaystyle k_{\mathrm {Bearb} }\approx 1{,}3}, dem sogenannten Bearbeitungszuschlag, berücksichtigt werden. Bei drehenden Maschinen ist für die Hystereseverluste der Höchstwert von BM ausschlaggebend, der aufgrund der Feldverzerrung unter dem Polschuh bei Belastung der Maschine größer ist als im Leerlauf.

### Wirbelstromverluste
Die Wirbelstromverluste sind durch Wirbelströme hervorgerufene Verluste, die an die elektrische Leitfähigkeit des verwendeten Materials gebunden sind. Sie werden pro Masse nach den Maxwell-Gleichungen für parallel zur Blechrichtung durchströmte Eisen berechnet durch
{\displaystyle p_{w}={\frac {\pi ^{2}\sigma d^{2}}{6\rho }}B_{\mathrm {max} }^{2}f^{2}}
mit
{\displaystyle \sigma } Elektrische Leitfähigkeit des Bleches
{\displaystyle d} Blechdicke
Für höhere Frequenzen muss noch die Stromverdrängung berücksichtigt werden. Der Stromverdrängungseffekt muss bei üblichen Elektroblechen in etwa ab einem Wert
{\displaystyle {\frac {f}{[{\text{Hz}}]}}\cdot {\frac {d^{2}}{[{\text{mm}}^{2}]}}>70}
berücksichtigt werden. Die Verluste steigen dann weniger schnell an als proportional {\displaystyle f^{2}}. Bei sehr hohen Frequenzen steigen die Wirbelstromverluste proportional zu {\displaystyle f^{3/2}}. Bei Verkleinerung der Frequenz bis auf den Wert Null verringern sich die Wirbelstromverluste stetig, bis sie ganz verschwinden.
Da die Wirbelstromverluste proportional zum Quadrat der Blechdicke sind, werden elektrische Maschinen vorzugsweise mit isolierten Blechen ausgeführt, deren Stärke in Abhängigkeit von der angestrebten Betriebsfrequenz so gewählt ist, dass die Wirbelstromverluste kleiner oder gleich groß sind wie die Hystereseverluste. Für Netzfrequenzen von 50 Hz sind die Wirbelstromverluste bereits bei einer Blechstärke von 0,35 mm gegenüber den Hystereseverlusten vernachlässigbar. Für höhere Frequenzen verwendet man vorzugsweise dünnere Bleche.

### Exzess- oder Zusatzverluste
Diese Verluste werden von Bertotti auf den Energiebedarf zurückgeführt, der bei der Verschiebung der Bloch-Wände entsteht. Sie werden durch
{\displaystyle p_{\mathrm {exc} }={\frac {C_{\mathrm {exc} }}{\rho }}B_{\mathrm {max} }^{3/2}f^{3/2}}
beschrieben. Hierin ist
{\displaystyle C_{\mathrm {exc} }} ein materialspezifischer Wert, welcher durch Messungen zu ermitteln ist.

### Nachwirkungsverluste
Nachwirkungsverluste erfassen das zeitliche Nacheilen der Induktion hinter einer vorangegangenen Feldänderung. Für hohe Flussdichten sind sie gegenüber den vorstehenden Verlusten (Hysterese-, Wirbelstrom- und Exzessverluste) zu vernachlässigen.

## Messung
Eine Möglichkeit, die Eisenverluste einer elektrischen Maschine zu ermitteln, ist der Leerlaufversuch. Es gibt verschiedene kommerzielle Softwarepakete, die neben der numerischen Magnetfeldberechnung auch die Option der Berechnung der Eisenverluste besitzen.

### Messung nach DIN EN 10106
Die Verluste werden messtechnisch im sogenannten Epsteinrahmen an genormten Blechproben ermittelt. Dabei wird eine sinusförmige Wechselmagnetisierung mit B=1,5 T und einer Frequenz von 50 Hz eingeprägt.

### Messung nach DIN EN 10303
Für Bleche bis zu einer Stärke von 0,35 mm, die für den Einsatz bei Frequenzen am Umrichter bei deutlich über 50 Hz gedacht sind, werden die Verluste ebenfalls im Epsteinrahmen an genormten Blechproben ermittelt. Dabei wird eine sinusförmige Wechselmagnetisierung mit B=1 T und einer Frequenz von 400 Hz eingeprägt.

### Messung mit vielen Arbeitspunkten
Zur nicht normativen Spezifizierung der Bleche für verschiedene Arbeitspunkte wird die Messung im Epstein-Rahmen bei verschiedenen Frequenzen und Amplituden gemessen werden.
Identifikation der Parameter aus der Messung
Die Messungen bei tiefen Frequenzen können zur Identifikation der Funktion {\displaystyle k_{H}H_{C}(B_{\mathrm {max} })} herangezogen werden. Der Faktor {\displaystyle C_{\mathrm {exc} }} kann für Blechstärken bis 0,35 mm aus der Messung bei 400 Hz ermittelt werden. Da die Funktion {\displaystyle k_{H}H_{C}(B_{\mathrm {max} })} wie auch die zur Berechnung der Stromverdrängung herangezogene Permeabilitätsfunktion bereits empirisch abzubildende Funktionen sind, ist es oft einfacher, die Verluste durch eine geeignete Interpolation der Messresultate direkt zu errechnen.